# تلك أباد (ريغستان)
تلك أباد (بالفارسية: تلک‌آباد) هي منطقة سكنية تقع في إيران في قسم ریغستان الريفي. يقدر عدد سكانها بـ 1,422 نسمة .